# Hardcorowy lombard
Hardcorowy lombard (oryg. Hardcore Pawn) – amerykański program telewizyjny typu reality show produkowany przez RDF USA (później Zodiak USA) i Richard Dominick Productions dla truTV. Program pokazuje codzienną pracę rodzinnego lombardu American Jewelry and Loan w Detroit w okolicach drogi 8 mila.
Premiera serii miała miejsce 16 sierpnia 2010 roku, gromadząc przed telewizorami dwa miliony Amerykanów, ustanawiając rekord kanału truTV najliczniejszej widowni oglądającej debiut telewizyjnej serii.

## Opis programu
Właścicielem American Jewelry and Loan jest Leslie „Les” Gold, którego dziadek nabył Sam’s Loans, obecnie nieistniejący lombard przy Michigan Avenue w Detroit. W 1978 roku Les otworzył American Jewelry na terenie kompleksu handlowego Green Eight Shopping Center przy 8. mili w Oak Park, po czym w 1993 roku przeniósł siedzibę firmy.
W 2011 roku American Jewelry rozszerzyło działalność na dwie odrębne lokalizacje, kiedy to Goldowie nabyli Premier Jewelry and Loan w Pontiac. Nowy lokal pojawił się w kilku pierwszych odcinkach piątego sezonu Hardcorowego lombardu oraz w dwóch odcinkach szóstego sezonu, gdzie Seth (syn Lesa) usiłował sprzedać nabyty lokal w Pontiac za plecami ojca.
Seth – partner biznesowy i jedyny syn Lesa – to absolwent University of Michigan. Był on współwłaścicielem American Jewelry od momentu kiedy ukończył szkołę. Seth odpowiedzialny jest za marketing sklepu. Córka Lesa, Ashley ma licencjat z administracji biznesowej, który uzyskała na Michigan State University i zdobyła dyplom na Gemological Institute of America. Jest ona współwłaścicielką American Jewelry i pracowała przez ponad 15 lat, ale przez okres trzech lat nie pracowała oddając się macierzyństwu. Rywalizacja między rodzeństwem jest jednym z głównych elementów produkcji.
Szósty sezon przedstawienia telewizyjnego ogląda średnio 2,6 miliona widzów.

## Obsada
- Leslie „Les” Gold – właściciel
- Seth Gold (syn Lesa) – współwłaściciel
- Ashley Gold Broad (córka Lesa)  – współwłaścicielka
- Karen Mitchel (bratanica/siostrzenica Lesa) – współkierowniczka działu biżuterii
- Bobby Janiec („Bobby J”) – pracownik sklepu
- Byron – szef ochrony

## Odbiór

### Porównanie doGwiazd lombardu
Show wielokrotnie porównywano do Gwiazd lombardu emitowanego na kanale History, jednak produkcja dla truTV skupia się głównie na aspektach społecznych pomijając szczegóły dotyczące oferowanego w sklepie produktu.
W związku z licznymi podobieństwami do Gwiazd lombardu, Hardcorowy lombard określany był mianem kalki, która wykorzystała sukces komercyjny pierwowzoru. Les Gold twierdzi, że produkcja, w której bierze udział przedstawia realny obraz tego jak wygląda praca w lombardzie skupiając się na pracownikach i klientach, którzy pokazywani są jako ofiary ciężkich czasów potrzebujący pieniędzy na jedzenie i czynsz.
Według Marca Jurisa z truTV, jakiekolwiek podobieństwa między programami są przypadkowe. Zaznaczył on również, że Hardcorowy lombard był w fazie rozwoju przez ponad rok, a w grudniu 2009 roku wyemitowano dwa odcinki testowe. W związku z identycznym początkowo czasem nadawania z Gwiazdami lombardu w poniedziałkowe wieczory, Juris oznajmił, że wybrano ten sam czas emisji ponieważ Hardcorowy lombard lepiej pasował w ramówce z programem Operacja windykacja. Drugi sezon miał premierę w grudniu 2010 roku, we wtorkowy wieczór.

### Aranżowanie zdarzeń
Les Gold powiedział po uruchomieniu programu, że nie będzie żadnych ustawionych wygłupów, produktów czy postaci w trakcie trwania show. Jednak, dziennikarka gazety „New York Post” Linda Stasi stwierdziła, że niektóre sytuacje w programie są zaaranżowane.

## Spin-offy
- Combat Pawn – seria opowiadająca o pracownikach i klientach sklepu z bronią, działającym nieopodal kompleksu wojskowego Fort Bragg w Karolinie Północnej. Pierwotnie produkcja nosiła tytuł Hardcore Pawn: Fort Bragg. Combat Pawn po raz pierwszy wyemitowano na kanale truTV 15 lipca 2012[19].
- Hardcore Pawn: Chicago – program ukazuje pracę w chicagowskim Royal Pawn Shop, lombardzie należącym do braci Randy’ego i Wayne’a Cohenów, których rodziny była w tym biznesie od ponad 100 lat. Seria debiutowała w telewizji 1 stycznia 2013 roku[20]. Show produkowane jest dla truTV przez Bischoff-Hervey Entertainment (Eric Bischoff i Jason Hervey jako producenci wykonawczy)[21].